# Galium diphyllum
Galium diphyllum là một loài thực vật có hoa trong họ Thiến thảo. Loài này được (K.Schum.) Dempster mô tả khoa học đầu tiên năm 1982.